# Otto Dorn
Otto Dorn, född den 7 september 1848 i Köln, död den 8 november 1931 i Berlin, var en tysk musiker, son till Heinrich Dorn, bror till Alexander Dorn.
Dorn gjorde sig känd genom större tonsättningar (symfoniska verk, operor) med mera. Han var även verksam som musikkritiker.